# Novozybkov
Novozýbkov (in russo Новозы́бков?; in ucraino Новозибків?, Novozybkiv; in bielorusso Навазыбкаў?, Navazybkaŭ) è una città della Russia europea sudoccidentale (Oblast' di Brjansk), situata nel bassopiano del fiume Dnepr, 207 km a sudovest del capoluogo Brjansk; è posta sotto la giurisdizione amministrativa dell'oblast' di Brjansk ed è il capoluogo amministrativo del distretto di Novozybkov.

## Società

### Evoluzione demografica
Fonte: mojgorod.ru
- 1897: 15.500
- 1939: 24.500
- 1959: 25.900
- 1979: 41.200
- 1989: 44.900
- 2007: 42.300